# Franciszek Cybo
Franciszek Cybo (ur. 1450, zm. 25 lipca 1519) – włoski szlachcic, nieślubny syn papieża Innocentego VIII, później uznany za prawowitego dziedzica. Znany ze skandali obyczajowych i swojego uzależnienia od hazardu, a także małżeństwa politycznego z Magdaleną de Medici, córką Wawrzyńca Wspaniałego.

## Życiorys
Franciszek urodził się w Neapolu w 1450. Jego ojciec, Giovanni Battista Cybo został później wybrany papieżem. Wcześniej Franciszek wdał się w manię hazardu i kobieciarstwa w Rzymie.
Po nieudanych próbach ożenienia się z jedną z córek króla Neapolu, ze względów dynastycznych ożenił się z córką Wawrzyńca Wspaniałego Magdaleną de Medici, wskutek czego papież Leon X, brat Magdaleny, przekazał im Palazzo Pazzi.
Franciszek był uzależniony od hazardu i niejednokrotnie popadał w długi. Mimo to otrzymał dzięki ojcu tytuł Kapitana Generalnego Kościoła. W 1488 roku został gubernatorem rzymskim i głównym dowódcą wojsk Państwa Kościelnego. W 1490 roku mianowany hrabią Cerveteri i Anguillara a następnie hrabią Świętego Pałacu Laterańskiego.
Z pomocą ojca Innocentego VIII próbował opanować Państwo Kościelne. W roku 1490, gdy rozpowszechniły się plotki o śmierci jego ojca, spróbował przejąć skarb Kościoła. Informacja o zgonie papieża okazała się jednak nieprawdą i przejęcie majątku nie powiodło się. Znaczna część skarbu jednak nie została odnaleziona.
Dwa lata później, po śmierci ojca w roku 1492, uciekł z Rzymu, po czym mieszkał m.in. w Genui. Po wyborze na papieża w 1503 roku Juliusza II, sojusznika Franciszka, rodzina Cybo mogła powrócić do Rzymu. Od nowego papieża Franciszek otrzymał inwestyturę Księstwa Spoleto. W 1515 roku został mianowany baronem a w 1516 księciem Romanii i Viterbo.
Zmarł w drodze do Tunisu. Został pochowany obok ojca w bazylice Świętego Piotra.

## Potomstwo
Miał siedmioro dzieci, z których troje zmarło we wczesnym dzieciństwie. Pozostała czwórka odegrała ważną rolę w epoce renesansu.
- Lukrecja Cybo (ur. 1489, zm. 1492)
- Klarysa Cybo (ur. 1490, zm. 1492)
- Innocenty Cybo (ur. 1491, zm. 1550) – kardynał
- Wawrzyniec Cybo (ur. 1500, zm. 1549) – włoski generał, książę Ferentillo, mąż Ricciardy Cybo-Malaspina i założyciel rodu Cybo-Malaspina
- Katarzyna Cybo (ur. 1501, zm. 1557) – księżna Camerino
- Hipolita Cybo (ur. 1503, zm. 1503) – żona Roberto di Sanserverino, księcia Caiazzo
- Jan Baptysta Cybo (ur. 1505, zm. 1550)